# Giro do Interior de São Paulo de 2011
A 4ª edição do Giro do Interior de São Paulo, pontuável para o UCI America Tour disputou-se do 15 ao 19 de março de 2011.
Um prólogo e 4 etapas compreenderam o percurso para totalizar os 462 km com que contou a prova na que iniciaram 121 ciclistas de 22 equipas, dos quais 66 culminaram a concorrência.
Flávio Reblin da equipa Memorial/Santos/Giant resultou o ganhador seguido por bielorruso Andrei Krasilnikau e pelo ganhador da edição de 2010 Renato Seabra. Nas classificações secundárias, Renato Seabra dominou na montanha e Raphael Serpa na classificação por pontos. A classificação por equipas foi para a Chipotle Development Team dos Estados Unidos.

## Etapas
| Etapa   | Data        | Percurso                                 | km        | Ganhador                                  | Líder                                     |
| Prólogo | 15 de março | Barra Bonita                             | 1,1 (CRI) | Flavio Cardoso (Funvic)                   | Flavio Cardoso (Funvic)                   |
| 1ª      | 16 de março | Barra Bonita-Macatuba-Barra Bonita       | 122       | Flavio Cardoso (Funvic)                   | Flavio Cardoso (Funvic)                   |
| 2ª      | 17 de março | Bocaina-Garapuã-Bocaina                  | 118       | Raphael Serpa (São Lucas/Giant/Americana) | Raphael Serpa (São Lucas/Giant/Americana) |
| 3ª      | 18 de março | Igaraçu do Tietê-Agudos-Igaraçu do Tietê | 152       | Renato Seabra (DataRo)                    | Flávio Reblin (Memorial/Santos/Giant)     |
| 4ª      | 19 de março | Barra Bonita-Barra Bonita                | 69        | Raphael Serpa (São Lucas/Giant/Americana) | Flávio Reblin (Memorial/Santos/Giant)     |

## Classificações finais

### Classificação individual
| Posição | Ciclista           | Equipa                                 | Tempo      |
| ------- | ------------------ | -------------------------------------- | ---------- |
|         | Flávio Reblin      | Memorial/Santos/Giant                  | 9h 58' 08" |
| 2       | Andrei Krasilnikau | Chipotle Development Team              | + 1"       |
| 3       | Renato Seabra      | Clube DataRo de Ciclismo-Foz do Iguaçu | + 30"      |
| 4       | Renato Ruiz        | Padaria Real/Caloi                     | + 33"      |
| 5       | Raphael Serpa      | São Lucas/Giant/Americana              | + 35"      |
| 6       | Halysson Ferreira  | Velo/Seme/Rio Claro                    | + 37"      |
| 7       | Lachlan Morton     | Chipotle Development Team              | + 38"      |
| 8       | André Pullini      | São Lucas/Giant/Americana              | + 46"      |
| 9       | Thiago Nardin      | São Francisco Saúde/Ribeirão Preto     | + 48"      |
| 10      | José Eriberto      | Padaria Real/Caloi                     | + 56"      |

### Classificação por pontos
| Posição | Ciclista       | Equipa                    | Pontos |
| ------- | -------------- | ------------------------- | ------ |
|         | Raphael Serpa  | São Lucas/Giant/Americana | 22     |
| 2       | Flavio Cardoso | Funvic-Pindamonhangaba    | 17     |
| 3       | Renato Ruiz    | Padaria Real/Caloi        | 13     |

### Classificação montanha
| Posição | Ciclista       | Equipa                                 | Pontos |
| ------- | -------------- | -------------------------------------- | ------ |
|         | Renato Seabra  | Clube DataRo de Ciclismo-Foz do Iguaçu | 22     |
| 2       | Tiago Fiorilli | Funvic-Pindamonhangaba                 | 14     |
| 3       | José Eriberto  | Padaria Real/Caloi                     | 10     |

### Classificação por equipas
| Posição | Equipa                                 | Tempo       |
| ------- | -------------------------------------- | ----------- |
|         | Chipotle Development Team              | 29h 55' 00" |
| 2       | Padaria Real/Caloi                     | + 2' 51"    |
| 3       | Funvic-Pindamonhangaba                 | + 4' 07"    |
| 4       | Clube DataRo de Ciclismo-Foz do Iguaçu | + 4' 20"    |
| 5       | São Lucas/Giant/Americana              | + 5' 41"    |